# Florian Vetsch (Literat)

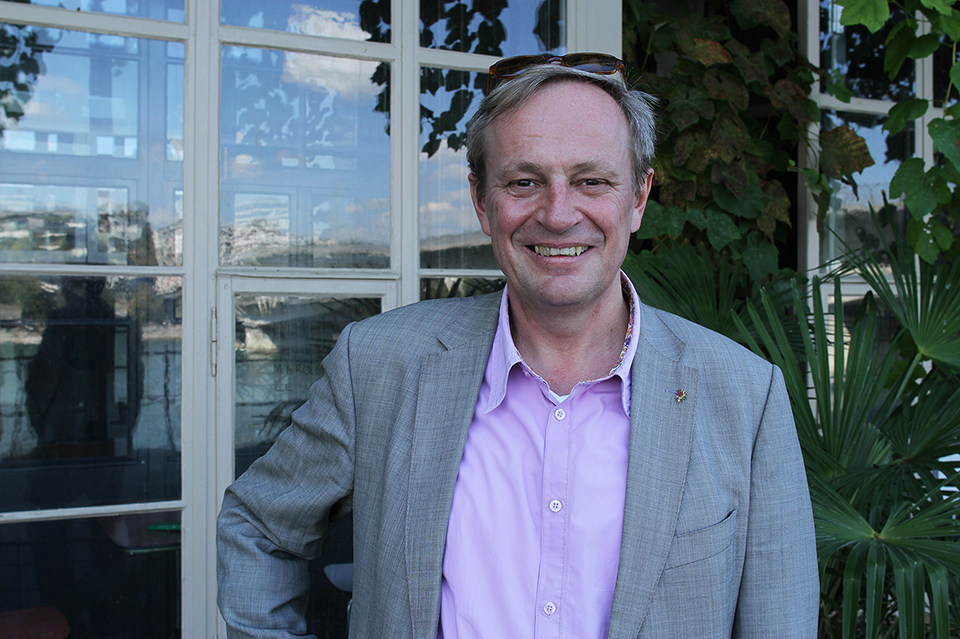
Florian Vetsch (2018)

Florian Vetsch (* 13. April 1960 in Buchs SG, heimatberechtigt in Grabs) ist ein Schweizer Autor, Übersetzer und Herausgeber amerikanischer und deutscher Beatliteratur.

## Ausbildung und Beruf
Der Literat ist in Buchs SG und in St. Gallen als Sohn des Regierungsrats Florian Vetsch von Grabs und der Anny Vetsch−Engler von Sevelen, mit seinen Geschwistern Heidy und Jakob aufgewachsen. Dort hat er die Kantonsschule am Burggraben besucht, an der er die Fächer Deutsch und Philosophie lehrt.
Vetsch studierte in Zürich Germanistik bei Wolfgang Binder, Alois Maria Haas und Stefan Sonderegger, Philosophie bei Hans-Jürg Braun und Jean-Pierre Schobinger sowie Literaturkritik bei Werner Weber. Er schloss 1985 ab und promovierte im Wintersemester 1990/91 mit einer Dissertation bei Hans-Jürg Braun über Martin Heidegger.

## Literarische Tätigkeit
Sein bevorzugtes Gebiet ist die Beatliteratur. Eingehend beschäftigte er sich mit den Werken von Ira Cohen, Paul Bowles, Allen Ginsberg und anderen, die er zum Teil aus dem Amerikanischen in die deutsche Sprache übertrug. Dabei betätigt er sich als Herausgeber, Essayist, Kritiker und Lyriker. Er veröffentlichte zahlreiche Bücher und Fachartikel in Literaturmagazinen, Zeitschriften und Zeitungen.
Über zehn Jahre lang arbeitete Florian Vetsch zusammen mit Boris Kerenski an der Herausgabe der als «Kult-Reader» geltenden Anthologie Tanger Telegramm. Reise durch die Literaturen einer legendären marokkanischen Stadt; das Buch erschien im bilgerverlag im Jahre 2004 in Zürich und wurde 2017 neu aufgelegt.
Vetsch leitete von 2007 bis 2022 mit Gallus Frei, Daniel Fuchs und Clemens Umbricht die literarische Veranstaltungsreihe Noisma im Kult-Bau in St. Gallen. Zudem arbeitete er in der Programmkommission der Solothurner Literaturtage 2018, 2019 und 2020 mit.
Von der Nachhaltigkeit seiner Dichtung zeugt das Werklein Das Brettspiel. Eine Zeiten-Figur aus dem Jahr 1986, das gestalterisch inszeniert und in Lenzburg im April 2022 durch den Zeichner und Objektkünstler Rolf Winnewisser gedruckt wurde.

## Werke (Auswahl)

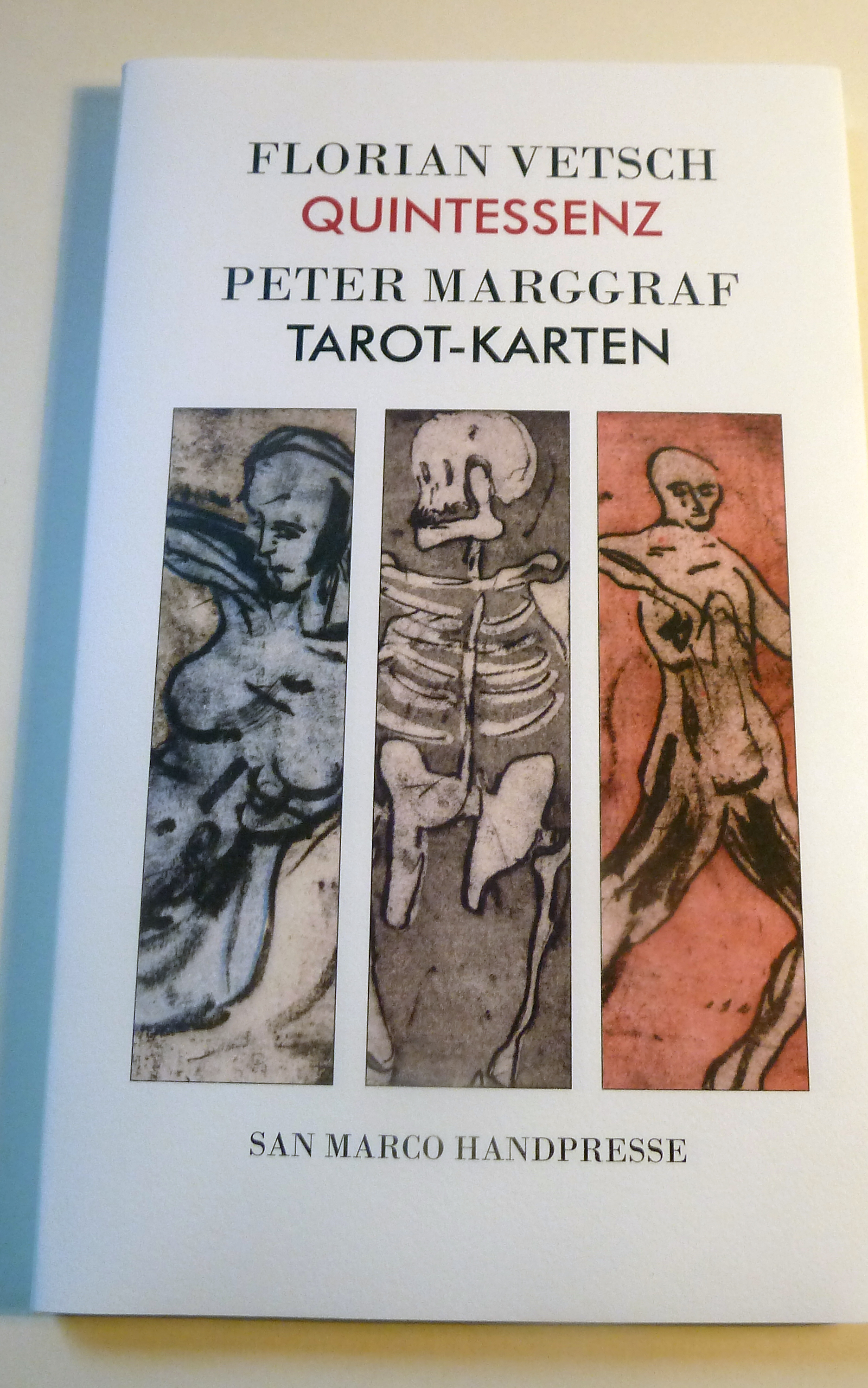
Florian Vetsch "Quintessenz" mit 22 Radierungen von Peter Marggraf (Tarot-Karten)

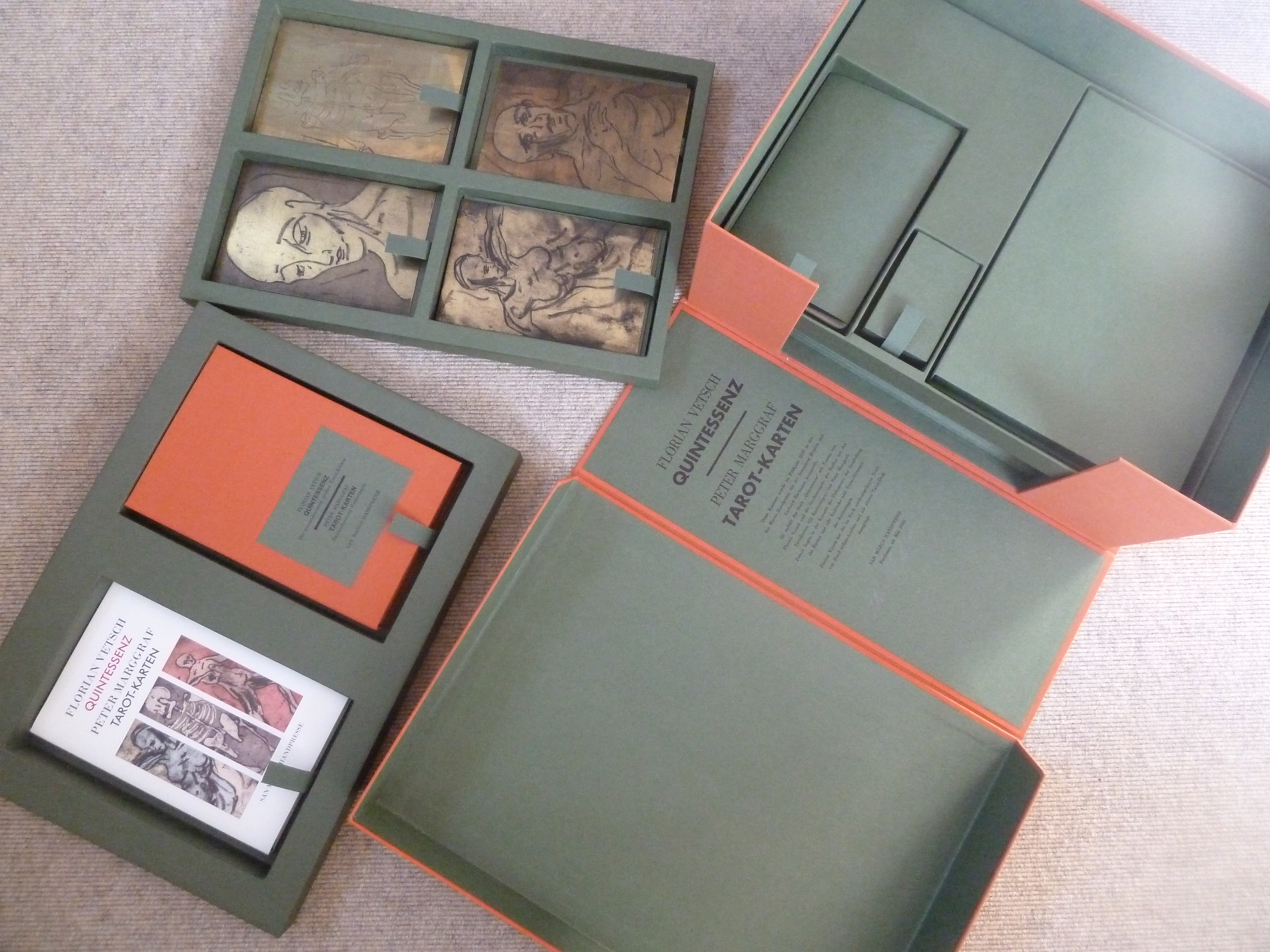
Kassette Florian Vetsch "Quintessenz" für die Sammlung Hartmann im Deutschen Buch- und Schriftmuseum Leipzig

- Martin Heideggers Angang der interkulturellen Auseinandersetzung. Würzburg 1992 (Diss.)
- Desultory Correspondence. An Interview with Paul Bowles on Gertrude Stein / Sporadische Korrespondenz / Ein Interview mit Paul Bowles über Gertrude Stein. New York, Zürich 1997
- Paul Bowles: Nichtsnah. Ausgewählte Gedichte 1926 – 1977. (Übers.), St. Gallen 1998
- Ira Cohen: Brief an Kaliban & Andere Gedichte, (Übers.), Göttingen 1999
- Warenmuster, blühend. Sammlung zeitgenössischer Poesie. (Hrsg. mit Alexandra Stäheli), Frauenfeld 2000
- Die Feuertränke. Ausgewählte Gedichte 1984–1997, Herdecke 2002
- Allen Ginsberg. Der Sanitäter Nr. 9 (Hrsg.), Ostheim/Rhön 2002
- Ploog Tanker. Texte von & zu Jürgen Ploog[7] (Hrsg.), Herdecke 2004
- Tanger Telegramm. Reise durch die Literaturen einer legendären marokkanischen Stadt, Hrsg. zusammen mit Boris Kerenski, Zürich 2004/2017
- Rude Look Oriental. CopyArt-Magazin für Kunst & Literatur No. 1 & 2 (Hrsg. mit Axel Monte). Harrlach 2004 & 2005
- 43 neue Gedichte, Wien 2009
- Carnet de Fes – Ein Sommer in Marokko, München 2010
- Ira Cohen: Wo das Herz ruht. Gedichte. Erweiterte zweisprachige Neuausgabe. Aus dem Amerikanischen übersetzt und mit einem Nachwort von Florian Vetsch, Wenzendorf 2010
- Tanger Trance. Fotos: Amsel, Texte: Florian Vetsch. Mit einem Vorwort von Abdelwahab Meddeb. Sprachen: Deutsch, Französisch, Englisch, Arabisch. Bern, Sulgen, Zürich 2010[8]
- Jack Black: Gesetzbuch und Ganovenehre. Aus dem Amerikanischen übersetzt von Axel Monte und Florian Vetsch. Mit einem Nachwort von Jürgen Ploog. München 2011
- Ira Cohen: Das grosse Reispapier-Abenteuer von Kathmandu. Aus dem Amerikanischen übersetzt und mit einem Nachwort versehen von Florian Vetsch. München 2011
- Hadayatullah Hübsch und Florian Vetsch: Round & Round & Round – Ein Gedichtzyklus. Wien 2011[9]
- Mohammed Mrabet: Stories aus Tanger. Übersetzt und eingeleitet von Florian Vetsch. Zürich 2012
- Im Ledig House – Ein Frühling in New York. München 2012
- Ira Cohen, Jürgen Ploog und Florian Vetsch: A Night in Zurich. Illustrierte Ausgabe. Luzern 2012; Mainz 2018
- Hadayatullah Hübsch[10] und Florian Vetsch: Eis bricht leis – 6 Gedichte. Mainz 2013
- Bring out the Rum! Die E-Mails von Anna Böger und Carl Weissner (Hrsg.), Luzern 2014
- Claire Plassard und Florian Vetsch: Steinwürfe ins Lichtaug – Ein Gedichtzyklus. Mit einem Nachwort von Felix Philipp Ingold und Zeichnungen von Harald Häuser. Pretzien 2014[11]
- Untote auf der Stör (Gedichte). Mainz 2016
- Peter Z. Herzog (Kunst) und Florian Vetsch (Odenstrophen): Sapphische Flaschenpost – Vom entsetzlich aufschäumenden Eros. Mit Anmerkungen des Herausgebers Josef Felix Müller. Berlin, St. Gallen 2016
- Claire Plassard und Florian Vetsch: Ein dünner Faden hält alles zusammen – Ein Gedichtzyklus. Mit einem Auftakt von Katharina Franck und Zeichnungen von Harald Häuser. Pretzien 2019
- Jan Heller Levi: That’s the Way to Travel / Selected Poems – So sollte man reisen / Ausgewählte Gedichte. Aus dem Amerikanischen übersetzt von Clemens Umbricht und Florian Vetsch. Mit Collagen von Marlies Pekarek. Pretzien 2019
- An Afternoon with Ed Sanders – The Stone / Ein Nachmittag bei Ed Sanders – Der Stein (translations by Douglas Spangle). Cold Turkey Press. Le Liboreau 2019
- Quintessenz – Die zweiundzwanzig Grossen Tarot-Arkana (Gedichte) / Peter Marggraf: Tarot-Karten (Farbradierungen). San Marco Handpresse. Neustadt 2020
- A Different Kind of Justice – Tribute to Heathcote Williams / Eine andere Gerechtigkeit – Akrostichon für Heathcote Williams (translated, from the German, by Christoph Keller & Jan Heller Levi). Cold Turkey Press. Le Liboreau 2020
- Christoph Keller: Jeder Krüppel ein Superheld – Splitter aus dem Leben in der Exklusion (zu weiten Teilen in enger Zusammenarbeit mit dem Autor aus dem amerikanischen Englisch übersetzt von Florian Vetsch). Limmat Verlag. Zürich 2020
- Allen Ginsberg: Das Geheul (zweisprachige Ausgabe; deutsche Übertragung von Carl Weissner) / Peter Marggraf: Zeichnungen (herausgegeben und mit einer Nachbemerkung versehen von Florian Vetsch). San Marco Handpresse. Neustadt 2021
- Ira Cohen: Alcazar – 17 Poems / 17 Gedichte (zweisprachige Ausgabe; aus dem Amerikanischen von Axel Monte und Florian Vetsch; mit einem Nachwort von Jürgen Ploog; herausgegeben von Florian Vetsch). Moloko Print, Pretzien 2021
- Ein missgebildetes Sonett für Jan Herman / A Deformed Sonnet for Jan Herman. Mit einer Fotografie von Louise Landes Levi. Cold Turkey Press. Le Liboreau 2021
- Paul Bowles: The Garden Dokumentation über Entstehung und Uraufführung von Paul Bowles’ einzigem Bühnenstück Der Garten (Aus dem Amerikanischen übersetzt und herausgegeben von Florian Vetsch. Grafische Konzeption und Gestaltung von Dario Benassa). Bilgerverlag, Zürich 2021[12]
- Stille Revolte / Über Paul Bowles – Ein Interview von Christian Thomas Wolff mit Florian Vetsch. Moloko Print. Pretzien 2022
- Jan Herman: Kleine Tiere – 29 missgestaltete Sonette. Zweisprachige Ausgabe; aus dem Amerikanischen von Florian Vetsch. Stadtlichter Presse. Wenzendorf 2023
- Die Häutung des Marsyas – Ausgewählte Gedichte / The Flaying of Marsyas – Selected Poems (translated from the German by Douglas Spangle). GobQ Books. Portland, Oregon 2024
- Jan Herman: Keyboard Mouth – Klaviatür des Mundes. Zweisprachige Ausgabe; aus dem Amerikanischen von Florian Vetsch. Moloko Print. Schönebeck 2025
- Louise Landes Levi: The Goddess – New & Selected Poems / Die Göttin – Neue & ausgewählte Gedichte. Zweisprachige Ausgabe; aus dem Amerikanischen übersetzt und mit einem Nachwort von Florian Vetsch. Mit einer CD und einer Fotoserie aus Kyoto. Moloko Print. Schönebeck 2025

## Hörspiele und Features
- 2003: Mit Grace Yoon: Allen Ginsberg – Regie: Grace Yoon (Radio-Feature – SFB/ORB/SWR)

## Anerkennung
Im Jahre 1993 wurde das Schaffen des Publizisten mit dem Anerkennungspreis der Stadt St. Gallen gewürdigt.